# 朗韦勒
朗韦勒是德国莱茵兰-普法尔茨州的一个市镇。总面积5.20平方公里，总人口261人，其中男性136人，女性125人（2011年12月31日），人口密度50人/平方公里。